# 蔡秀军
蔡秀军（1963年11月—），浙江温岭人，中华人民共和国外科学家、政治人物，浙江大学医学院附属邵逸夫医院院长，浙江省政协副主席，中国民主促进会中央常委。